# Tim Allen
Tim Allen (Denver, Colorado, 1953. június 13. –) Golden Globe-díjas amerikai színész, komikus.

## Élete és pályafutása
10 gyermekes családban született. Amikor Tim iskolába került, édesapja meghalt egy autóbalesetben, így édesanyja egyedül maradt mind a 10 gyermekkel. Két évvel később Tim édesanyja újraházasodott, hozzáment egykori gimnáziumi szerelméhez, akivel együtt nevelték fel a gyerekeket. Később elköltöztek Denverből Detroitba, ahol későn Tim a gimnáziumi éveit töltötte. Már ekkor nagy nevettetőnek számított, és végérvényesen lehorganyzott a komédiák mellett.
Elsősorban nem színésznek készült, hanem sokkal inkább komikusnak. Egy michigani egyetemen televíziós producerként végzett és ezután egy reklámcégnél kezdett dolgozni. Esténként kisebb klubok színpadán lépett fel és neve egyre ismertebb lett a komikus szakmában. Aztán hirtelen megszakadt a karrierje. 1978-ban kábítószer-birtoklás miatt börtönbe került két évre.
Nehezen, de sikerült talpra állnia és újra dolgozni kezdett. Elhatározta, hogy a munkába temetkezik és egyenesbe hozza az életét. Természetesen ez nem ment egyik napról a másikra. Sokáig újfent klubokban, esti show műsorokban szerepelt, majd rövid kis jelenetek adott elő különböző kábeltévékben és reklámokban. Ezeken keresztül ismerte meg őt Amerika és így figyelt fel rá a Disney is.
1990-ben egy frissen induló televíziós sorozatnak, a Házi barkácsnak a főszerepét sikerült megkapnia, ami aztán a kilencvenes évek egyik legnépszerűbb sorozata lett, Tim pedig Amerika-szerte ünnepelt sztár. A sorozat 1999-ig bezárólag 8 évadot élt meg, és Tim 1995-ben Golden Globe-díjat kapott a címszereplő Tim "Ezermester" Taylor szerepéért. Népszerűségének köszönhetően szerepet kapott mozifilmekben is, amelyek közül a legnagyobb sikert az 1994-es Télapu hozta meg számára. Nem sokkal a film bemutatása után megjelent az első könyve is, (Don't Stand Too Close to a Naked Manami) amely igazi sikerkönyv lett.
A következő nagyobb lépcsőfok a színész életében egy olyan munka volt, ahol csak a hangjára volt szükség. Nem kisebb produkcióban, mint a Toy Story című animációs filmben kölcsönözte a hangját Buzz Lightyearnek, a játékasztronautának.
2007-ben együtt játszott John Travoltával, a Faterok motoron című filmben.

## Magánélete
A színész kétszer házasodott. Első feleségétől, Laura Deibel-től egy lánya született, Katherine. 2003-ban elvált, majd három évvel később feleségül vette Jane Hajduk színésznőt, akitől szintén egy lánya van, Elizabeth.
Tim, a színészet mellett nagyszerű üzletember is, akinek saját jól menő reklámcége van.
A főként a Télapu és a Toy Story filmsorozatoknak köszönhetően, hosszú éveken át ő volt az amerikai gyermekek kedvenc színésze. Természetesen a felnőttek között legalább ennyire népszerű, hiszen számtalan alkalommal lett a People magazin olvasóinak szavazata alapján az év legjobb színésze.

## Filmográfia

### Film
| Év   | Magyar cím                          | Eredeti cím                                          | Szerep                       | Magyar hang       |
| ---- | ----------------------------------- | ---------------------------------------------------- | ---------------------------- | ----------------- |
| 1988 | Fehér trópusok                      | Tropical Snow                                        | hordár                       |                   |
| 1988 | A komédia piszkos tizenkettője      | Comedy's Dirtiest Dozen                              | önmaga                       |                   |
| 1989 |                                     | Rodney Dangerfield: Opening Night at Rodney's Place  | önmaga                       |                   |
| 1990 |                                     | Tim Allen: Men Are Pigs                              | önmaga                       |                   |
| 1991 |                                     | Tim Allen Rewires America                            | önmaga                       |                   |
| 1994 | Télapu                              | The Santa Clause                                     | Scott Calvin / Télapó        | Szakácsi Sándor   |
| 1995 | Toy Story – Játékháború             | Toy Story                                            | Buzz Lightyear (hangja)      | Dörner György     |
| 1997 | Botrány TV                          | Meet Wally Sparks                                    | önmaga                       |                   |
| 1997 | Dzsungelből dzsungelbe              | Jungle 2 Jungle                                      | Michael Cromwell             | Dörner György     |
| 1997 | Dzsungelből dzsungelbe              | Jungle 2 Jungle                                      | Michael Cromwell             | Galbenisz Tomasz  |
| 1997 | Szegény embert az amish húzza       | For Richer or Poorer                                 | Brad Sexton                  | Szakácsi Sándor   |
| 1999 | Toy Story – Játékháború 2.          | Toy Story 2                                          | Buzz Lightyear (hangja)      | Dörner György     |
| 1999 | Galaxy Quest – Galaktitkos küldetés | Galaxy Quest                                         | Jason Nesmith                | Haás Vander Péter |
| 2000 |                                     | Buzz Lightyear of Star Command: The Adventure Begins | Buzz Lightyear (hangja)      |                   |
| 2001 | Baklövészet                         | Who Is Cletis Tout?                                  | Kritikus Jim                 | Forgács Gábor     |
| 2001 | Akárki Joe                          | Joe Somebody                                         | Joe Scheffer                 | Forgács Gábor     |
| 2002 | Totál káosz                         | Big Trouble                                          | Eliot Arnold                 | Szakácsi Sándor   |
| 2002 | Télapu 2. – Veszélyben a karácsony  | The Santa Clause 2                                   | Scott Calvin / Télapó        | Szakácsi Sándor   |
| 2003 |                                     | Top Speed                                            | narrátor                     |                   |
| 2004 | Kelekótya karácsony                 | Christmas with the Kranks                            | Luther Krank                 | Szakácsi Sándor   |
| 2006 | Összekutyulva                       | The Shaggy Dog                                       | Dave Douglas                 | Szakácsi Sándor   |
| 2006 | Verdák                              | Cars                                                 | Buzz Lightyear-autó (hangja) | Jakab Csaba       |
| 2006 | Szupersuli                          | Zoom                                                 | Jack Shepard / Zoom Kapitány | Haás Vander Péter |
| 2006 | Télapu 3. – A szánbitorló           | The Santa Clause 3: The Escape Clause                | Scott Calvin / Télapó        | Forgács Péter     |
| 2007 |                                     | Fired!                                               | önmaga                       |                   |
| 2007 | Faterok motoron                     | Wild Hogs                                            | Doug Madsen                  | Forgács Péter     |
| 2008 | Piros öv                            | Redbelt                                              | Chet Frank                   | Csankó Zoltán     |
| 2009 | Apám hat neje                       | The Six Wives of Henry Lefay                         | Henry Lefay                  | Háda János        |
| 2010 | Kívülről őrült                      | Crazy on the Outside                                 | Tommy Zelda                  | Háda János        |
| 2010 | Toy Story 3.                        | Toy Story 3                                          | Buzz Lightyear (hangja)      | Dörner György     |
| 2010 |                                     | I Am Comic                                           | önmaga                       |                   |
| 2011 | Hawaii vakáció                      | Toy Story Toons: Hawaiian Vacation                   | Buzz Lightyear (hangja)      | Dörner György     |
| 2011 | A kis krumpli                       | Toy Story Toons: Small Fry                           | Buzz Lightyear (hangja)      | Dörner György     |
| 2012 | Partysaurus Rex                     | Toy Story Toons: Partysaurus Rex                     | Buzz Lightyear (hangja)      | Dörner György     |
| 2012 | Oscar, a csimpánz                   | Chimpanzee                                           | narrátor                     |                   |
| 2012 | A Pingvinkirály                     | The Penguin King                                     | narrátor                     | Reviczky Gábor    |
| 2013 |                                     | 3 Geezers!                                           | Tim                          |                   |
| 2013 |                                     | Adventures of the Penguin King                       | narrátor                     |                   |
| 2017 |                                     | El Camino Christmas                                  | Larry Michael Roth           |                   |
| 2018 | Ralph lezúzza a netet               | Ralph Breaks the Internet                            | Buzz Lightyear (cameo hang)  | Dörner György     |
| 2019 | Toy Story 4.                        | Toy Story 4                                          | Buzz Lightyear (hangja)      | Dörner György     |
| 2019 |                                     | No Safe Spaces                                       | önmaga                       |                   |

### Televízió
| Év        | Magyar cím                   | Eredeti cím                             | Szerep                   | Megjegyzések                                |
| --------- | ---------------------------- | --------------------------------------- | ------------------------ | ------------------------------------------- |
| 1984      |                              | Northwest Afternoon                     | önmaga                   |                                             |
| 1989–1992 |                              | An Evening at the Improv                | önmaga                   | 2 epizód                                    |
| 1991–1999 | Házi barkács                 | Home Improvement                        | Tim Taylor               | főszereplő és vezető producer               |
| 1992      |                              | Hot Country Nights                      | önmaga                   | 1 epizód                                    |
| 1992–1993 |                              | Maury                                   | önmaga                   | 2 epizód                                    |
| 1994–1996 |                              | Charlie Rose                            | önmaga                   | 2 epizód                                    |
| 1994–1997 | David Letterman show         | Late Show with David Letterman          | önmaga                   | 5 epizód                                    |
| 1995      |                              | Showbiz Today                           | önmaga                   | 1 epizód                                    |
| 1995      |                              | The Little Picture Show                 | önmaga                   | 1 epizód                                    |
| 1996      |                              | The Drew Carey Show                     | önmaga                   | 1 epizód                                    |
| 1997      |                              | Soul Man                                | Tim Taylor               | 1 epizód                                    |
| 1997      |                              | The Wonderful World of Disney           | Buzz Lightyear (hangja)  | 1 epizód                                    |
| 1998      |                              | The Larry Sanders Show                  | önmaga                   | 1 epizód                                    |
| 1998      | Kerge város                  | Spin City                               | Rags (hangja)            | 1 epizód                                    |
| 1999      |                              | Modern Marvels                          | önmaga                   | 1 epizód                                    |
| 2003      |                              | These Guys                              | narrátor                 | tévéfilm                                    |
| 2004      |                              | Jimmy Neutron: Win, Lose and Kaboom     | Meldar Prime (hangja)    | tévéfilm                                    |
| 2011–2021 | Apa csak egy van             | Last Man Standing                       | Mike Baxter / Tim Taylor | - főszereplő (194 epizód) - vezető producer |
| 2013      | Toy Story – Terror!          | Toy Story of Terror!                    | Buzz Lightyear (hangja)  | rövidfilm                                   |
| 2014      | Toy Story – Elfeledett világ | Toy Story That Time Forgot              | Buzz Lightyear (hangja)  | rövidfilm                                   |
| 2015      |                              | Cristela                                | Mike Baxter              | 1 epizód                                    |
| 2015      |                              | Toy Story at 20: To Infinity and Beyond | önmaga                   | dokumentumfilm                              |
| 2016      | 88. Oscar-gála               | 88th Academy Awards                     | Buzz Lightyear (hangja)  | különkiadás                                 |
| 2020      | Zsaruk bevetésen             | Reno 911!                               | űrparancsnok             | 1 epizód                                    |
| 2021–     |                              | Assembly Required                       | társ-házigazda           |                                             |
| 2021      |                              | Silent Houts                            | Solent FM Rádió DJ       | tévéfilm                                    |
| 2022–2023 | Télapuk                      | The Santa Clauses                       | Scott Calvin / Télapó    | - főszereplő (12 epizód) - vezető producer  |

## Fontosabb díjak és jelölések
Emmy-díj:
- 1993. – jelölés: Emmy-díj – legjobb férfi főszereplő (vígjáték tévésorozat) – (Házi barkács)

Golden Globe-díj:
- 1995. –  díj: Golden Globe-díj – Legjobb férfi főszereplő (komédia vagy musical tévésorozat) – (Házi barkács)
- 1997. – jelölés: Golden Globe-díj – Legjobb férfi főszereplő (komédia vagy musical tévésorozat) – (Házi barkács)
- 1996. – jelölés: Golden Globe-díj – Legjobb férfi főszereplő (komédia vagy musical tévésorozat) – (Házi barkács)
- 1994. – jelölés: Golden Globe-díj – Legjobb férfi főszereplő (komédia vagy musical tévésorozat) – (Házi barkács)
- 1993. – jelölés: Golden Globe-díj – Legjobb férfi főszereplő (komédia vagy musical tévésorozat) – (Házi barkács)

Szaturnusz-díj:
- 2000. – díj: Szaturnusz-díj – Legjobb férfi színész – (Galaxy Quest – Galaktitkos küldetés)

Arany Málna díj:
- 2007. – jelölés: Arany Málna díj – a legrosszabb színész – (Télapu 3. – A szánbitorló)
- 2007. – jelölés: Arany Málna díj – a legrosszabb páros – (Télapu 3. – A szánbitorló)

## Fordítás
- Ez a szócikk részben vagy egészben  a   Tim Allen című angol Wikipédia-szócikk fordításán alapul.  Az eredeti cikk szerkesztőit annak laptörténete sorolja fel. Ez a jelzés csupán a megfogalmazás eredetét és a szerzői jogokat jelzi, nem szolgál a cikkben szereplő információk forrásmegjelöléseként.